# Помоги
«Помоги́» — агитационный плакат, созданный художником Дмитрием Моором в конце 1921 года, призывающий к помощи голодающим Поволжья. Плакат «Помоги» это наиболее выдающейся образец графики Моора, где идейно-образная сила сочетается с напряженной эмоциональностью художественного выражения. Плакат «Помоги» — один из самых потрясающих по силе воздействия в искусстве советского плаката. 

## Описание плаката
На глубоком черном фоне изображена белая фигура босого, голодного крестьянина с поднятыми вверх руками и с открытым ртом, взывающем о помощи. Вторичный образ на плакате это пустой высохший колос на черном фоне, сломленный посредине, пронизывающий тело голодного крестьянина. Колос это важная деталь произведения, дающая образное представление о выжженных солнцем бесплодных степях, о вспухших от голода животах, о слезах матерей, о испуганных глазах детей, о разных склянках с образцами «пищи», напоминающей какие-то окаменелости — о всех ужасах голода, которые видел художник.

## История создания произведения
В 1921 году произошло стихийное бедствие — засуха охватила Среднее и Нижнее Поволжье, Прикамье, Южный Урал, Башкирию, Северный и Западный Казахстан, Крым, часть Северного Кавказа, Южную Украину, часть Сибири и т. д., то есть почти все основные сельскохозяйственные районы — житницы страны. Всего по РСФСР и УССР в 1921 год от засухи погибло 10 894,8 тысяч десятин или 22% всех посевов. Пик голода пришёлся на осень 1921 — весну 1922 года. Население этих районов составляло 31 714 тысячи человек, из которых на 1 апреля 1922 года голодало 20 113,8 тысяч человек. 
Под впечатлением первых известий о голоде в Поволжье Моор писал свой плакат в конце 1921 года. Сперва Моор изобразил фигуру крестьянина на своем плакате на фоне обстановки, которую наблюдал в голодающих деревнях. Руки крестьянина были сначала протянуты вперед, затем автор изобразил крестьянина сидящим. Первое название для плаката было «Помогите голодающим!», затем — просто «Помогите!» Продолжая работу над плакатом, Моор убрал весь лишний антураж. Фигуру голодающего автор поставил на ноги, придал ей необходимую стремительность походки, она как бы движется прямо на зрителя, в упор. После этого Моор решил плакат назвать возможно более лаконично — «Помоги».

## Цель изображения, использование и значение плаката
Цель изображения — стремление автора  вызвать в зрителе наиболее сильные эмоции, а лаконичная подпись под рисунком «Помоги» — призыв, который не мог остаться для зрителя без ответа. Правительство мобилизовало трудящихся, чтобы помочь пострадавшим от голода.  Плакат   Моора  был настоящим оружием в этой огромной кампании по спасению людей.

Плакат был размножен и  развешен всюду, его расклеивали и на стенах церквей и на церковных оградах, в том числе  во время компании по изъятию церковных ценностей. Как пишет сам Моор: 
попы и кулаки усиленно срывали плакат, отлично понимая всю убедительность его воздействия
В. Н. Альфонсов писал о плакате «Помоги» следующее: 
Плакат «Помоги» — шедевр Моора — посвящен голоду в Поволжье, той «боли волжской», о которой писал и Маяковский. Он предельно лаконичен и трагически кричащ.

Кандидат искусствоведения Ю. Халаминский писал о плакате следующее: 
И не знаешь, что страшнее на этом плакате — громадная фигура изможденного старика или пустой, иссохший и сломленный колос — символ засухи, голода и смерти. Прорезая слепую черноту листа, как тонкая белая ниточка нерва, лежит мертвый колосок. Это — деталь, но какая! Она дает адрес плакату, она зовет помочь именно голодающему Поволжью, она будоражит воображение, открывая перед мысленным взором выжженные солнцем поля, пустые деревни, гибнущих людей. Из этой представленной зрителем картины выходит страшный старик, молящий и требующий помощи. Этот старик — и реальность и плод взбудораженного ужасом воображения. Он реален и нереален, и потому он страшен